# Hiromu Takahashi
Hiromu Takahashi (en japonés:  (高橋 広夢 Takahashi Hiromu?, : 高橋 ヒロム))) es un luchador profesional japonés. Takahashi debutó para New Japan Pro-Wrestling (NJPW) en 2010, y durante tres años se desempeñó como un "Young Lion" (talento novato) hasta su posterior excursión en 2014 al Consejo Mundial de Lucha Libre (CMLL) en México donde lucharía bajo el nombre de Kamaitachi. 
En enero de 2016, ganaría su primer campeonato profesional: Campeonato Peso Ligero del CMLL y poco después de perderlo, trabajaría para la empresa estadounidense Ring of Honor (ROH) hasta finales de ese mismo año, donde regresaría de su excursión a NJPW, donde lucharía con su nombre real. Takahashi ganaría fama tras esto, uniéndose al stable de Los Ingobernables de Japón y poco después, en enero de 2017, en la edición de Wrestle Kingdom 11 ganaría el Campeonato Peso Pesado Junior de la IWGP por primera vez en su carrera.

## En lucha
- Movimientos finales
  - Como Hiromu Takahashi
    - D (Triangle choke)[2] – 2017–presente
    - Fisherman suplex[1] – 2010–2013
    - Time Bomb[3] (Sitout fireman's carry powerslam)[cita requerida] - 2016-presente

  - Como Kamaitachi
    - Canadian Destroyer (Front flip piledriver)[4]
- Movimientos de firma
  - Como Hiromu Takahashi
    - Canadian Destroyer (Front flip piledriver)[5][6]
    - Diving senton hacia fuera del ring.
    - Dropkick,[1] en ocasiones desde por encima de la tercera cuerda.
    - Dynamite Plunger (Fireman's carry convertido en un sitout side powerslam)[5][7][8][9]
    - Headscissors takedown[1]
    - Running Death Valley driver hacia los postes[10]
    - Sunset flip powerbomb hacia fuera del ring.

  - Como Kamaitachi
    - Diving senton
    - Dragon screw
    - Dropkick
    - German suplex
- En equipo con Bushi
  - Movimentos de firma en equipo
    - Insurgentes[11] (Combinación de Electric chair (Takahashi) / Diving double knee facebreaker (Bushi))[12]
- Apodos
  - " Bomba de tiempo (Time Bomb)"[3][13]

## Campeonatos y logros
- DDT Pro-Wrestling
  - Ironman Heavymetalweight Championship (3 veces)[14]

- Consejo Mundial de Lucha Libre
  - CMLL World Lightweight Championship (1 vez)

- New Japan Pro-Wrestling
  - IWGP Junior Heavyweight Championship (4 veces)
  - Best of the Super Juniors (2018, 2020, 2021 y 2022)

- Pro Wrestling Illustrated
  - Situado en el Nº48 en los PWI 500 de 2017[15]
  - Situado en el Nº27 en los PWI 500 de 2018[16]
  - Situado en el Nº40 en los PWI 500 de 2020[17]
  - Situado en el Nº52 en los PWI 500 de 2021[18]
  - Situado en el Nº92 en los PWI 500 de 2022[19]
  - Situado en el Nº27 en los PWI 500 de 2023[20]